# Jean Lambert Tallien

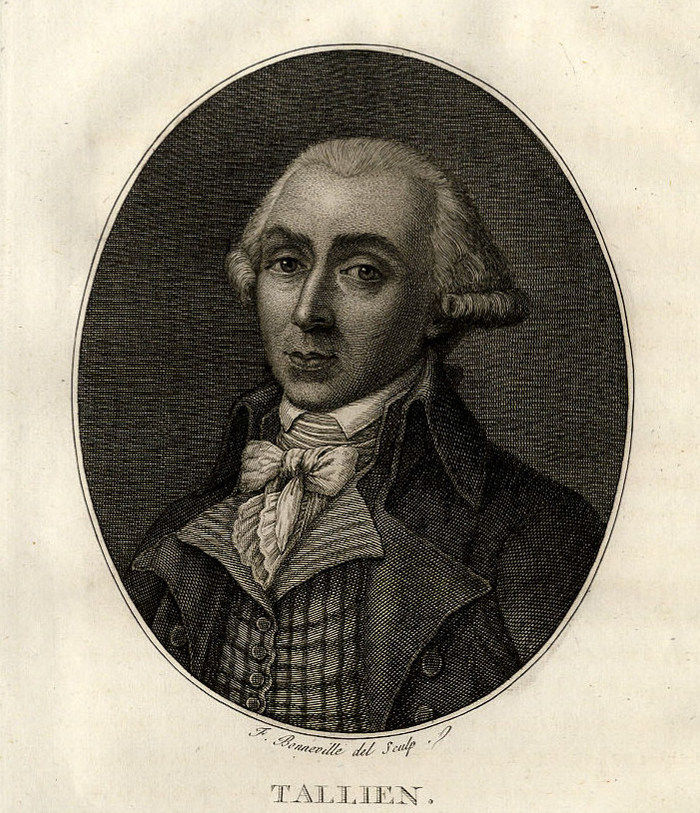
Jean Lambert Tallien, Grafik von François Bonneville.
Talliens Unterschrift:

Jean Lambert Tallien (* 23. Januar 1767 in Paris; † 16. November 1820 ebenda) war ein französischer Journalist und Revolutionär.

## Herkunft und Karriere bis 1792
Tallien erhielt eine hervorragende Ausbildung aufgrund der Förderung des Marquis de Bercy, in dessen Diensten sein Vater als Haushofmeister stand. Nach seiner Ausbildung nahm Tallien eine Stelle als Schreiber in einem Büro eines Rechtsanwalts an, später wirkte er in der Pariser Finanz- und Handelskammer. 1790 wurde er Sekretär des Abgeordneten Brostaret, 1791 arbeitete er bei der Zeitung Moniteur mit. Nach der misslungenen Flucht Ludwigs XVI. im Juni 1791 wurde Tallien Herausgeber des L’Ami des citoyens, journal fraternel, worin er die Monarchie im Stile Marats heftig bekämpfte. Am 15. April 1792 richtete Tallien das Fest der Freiheit zu Ehren der amnestierten Soldaten der Meuterei von Nancy aus.

## Vom Sturm auf die Tuilerien bis zum 9. Thermidor
Am 10. August 1792 nahm Tallien am Sturm auf die Tuilerien teil. Danach erfolgte seine Wahl zum Mitglied des Generalrats und zum Schriftführer der Pariser Commune. Im September 1792 wurde Tallien vom Département Seine-et-Oise in den Konvent gewählt. Tallien stand aufseiten der Bergpartei (La Montagne) und stimmte für die Hinrichtung Ludwigs XVI. Im Februar 1793 verurteilte er die Anklageschrift gegen Marat und forderte „den Wohlstand der notleidenden Bevölkerung“. Im März 1793 begab er sich als Représentant en mission in das Département Indre-et-Loire und in die aufständische Vendée. Danach kehrte Tallien nach Paris zurück und beteiligte sich vom 31. Mai bis 2. Juni 1793 am Sturz der Girondisten.
„Alles was wir getan haben, hat das Volk gutgeheißen. Wenn ihr gegen uns einen Schlag führen wollt, schlagt ihr also auch das Volk, das die Revolution vom 14. Juli gemacht, das sie am 10. August 1792 gefestigt hat und das sie aufrechterhalten wird.“
Der Nationalkonvent entsandte Tallien in das Département Gironde. In Bordeaux errichtete Tallien die Schreckensherrschaft der Jakobiner. Er leitete mit übertriebener Härte und Grausamkeit die Verfolgung der aus Paris geflüchteten Girondisten und ließ tatsächliche Revolutionsfeinde, aber auch unschuldig Denunzierte hinrichten. Doch während in Bordeaux allgemeine Not herrschte, lebte Tallien selbstherrlich in Luxus. Er bereicherte sich durch Erpressung von Familien und Freunden der zum Tode Verurteilten und begnadigte diese nur nach dem Erhalt großzügiger Geldgeschenke. Tallien lernte im Gefängnis von Bordeaux seine spätere Frau, die ehemalige Marquise Thérésia Cabarrus, kennen. Er verliebte sich augenblicklich in die schöne Spanierin und befreite sie aus dem Gefängnis. Thérésia Cabarrus beeinflusste danach Tallien zu einer gemäßigten Politik. Im Herbst 1793 ließ Tallien den Jakobinerklub von Bordeaux schließen und das Revolutionstribunal auflösen. Im Mai 1794 musste sich Tallien in Paris vor Robespierre für seine Politik in Bordeaux verantworten. Tallien wurde aus dem Jakobinerklub ausgeschlossen und die ihm nach Paris folgende Thérésia wurde in das Pariser Frauengefängnis Petite-Force inhaftiert. Thérésia konnte trotzdem folgende Botschaft aus dem Gefängnis an Tallien schmuggeln:
„Ich hatte einen Traum. Ich träumte, ich werde am nächsten Tag hingerichtet. Dies könne man ändern, wenn es nicht kleinmütige Schwächlinge, sondern richtige Männer gäbe.“
Tallien fürchtete um das Leben seiner Geliebten. Da ihm bewusst war, dass auch sein eigenes Leben in Gefahr war, schloss sich Tallien Robespierres Gegnern um Fouché, Barras, Fréron, Carrier, Billaud-Varenne und Collot d’Herbois an. 
Am 27. Juli 1794 (9. Thermidor) sollten Fouché, Barras, Fréron und Tallien durch Robespierre und Saint-Just angeklagt werden. Tallien empörte sich über die Tyrannei und den Terror der Jakobiner. Die Verschwörer konnten verhindern, dass Robespierre und Saint-Just vor dem Nationalkonvent zum Sprechen kamen. Robespierre wurde in tumultartigen Szenen überwältigt und verließ die Tribüne mit den Worten:
„Die Republik? Sie ist verloren, denn die Räuber triumphieren.“

## Nach dem 9. Thermidor
Am 29. Juli 1794 wurde Tallien, der mit seiner Gegnerschaft zu Robespierre nun zur Gruppe der Thermidorianer zählte, in den Wohlfahrtsausschuss gewählt, jedoch zwei Monate später wieder abgewählt. Tallien formierte mit Fréron und Rovère die Jeunesse dorée mit dem Ziel, auf die Nationalversammlung und auf die öffentliche Meinung Druck auszuüben.
Am 26. Dezember 1794 heirateten Tallien und Thérésia. Doch die Ehe bestand nicht lange. Thérésia verließ Tallien und wurde als Madame Tallien eine bekannte Kurtisane während der Herrschaft des Direktoriums. Sie wurde die Geliebte von Barras, später lebte sie mit dem Börsenspekulanten und Staatsbankier Ouvrard zusammen und wurde eine enge Freundin der Joséphine de Beauharnais. Die Ehe der Talliens wurde im April 1802 geschieden.
Im März 1795 wurde Tallien zur Westarmee beordert. Dort setzte er Standgerichte zur Hinrichtung der in Quiberon gelandeten Royalisten ein. Im April 1795 erklärte Tallien als Abgeordneter des Departements Seine-et-Oise in seiner Rede vor dem Konvent, dass der Verkauf des konfiszierten Grundbesitzes von unschuldig Hingerichteten moralisch verwerflich wäre.
„Wenn ich das Unglück gehabt hätte, in einem Augenblick völliger Skrupellosigkeit einen Acker des tugendhaften Malesherbes, des interessanten Beauharnais, des achtbaren Lavoisier zu erwerben, so würden ich die Geister dieser Opfer des Terrors vor meinem Pflug zu sehen glauben, und ich hätte das Gefühl, als könnte ich auf dieser entweihten Erde nur Gewissenbisse aussäen.“
Nach der Niederschlagung des royalistischen Vendémiaire-Aufstand am 5. Oktober 1795 wurde Tallien in den Rat der Fünfhundert gewählt. Er setzte sich für die Verteidigung der Errungenschaften der Revolution und der Republik ein. Am 9. März 1796 waren Tallien und Barras Trauzeugen bei der Vermählung Napoléon Bonapartes mit Joséphine. Im April 1796 behauptete Tallien in seiner Rede im Rat der Fünfhundert, dass die „Verschwörung der Gleichen“ um Babeuf, Filippo Buonarroti und Darthé von Royalisten bezahlt werde. Doch zunehmend verlor Tallien seinen Einfluss und wurde im Mai 1798 nicht wieder in den Rat der Fünfhundert gewählt. Wenig später begleitete er Napoléon Bonaparte auf dem Ägyptenfeldzug. Dort wurde Tallien in das neu gegründete Institut für Wissenschaften und Künste in Kairo berufen. Während des Kaiserreichs wirkte Tallien kurze Zeit als Konsul von Alicante.
Am 16. November 1820 verstarb Tallien völlig verarmt und vergessen in Paris. Er wurde auf dem Friedhof Père-Lachaise (Division 14) beigesetzt. Sein in neuerer Zeit wiederhergestelltes Grab wird durch zwei Stelensteine geschmückt, von denen der rechte den Text eines bedeutenden revolutionären Beitrages trägt, den Tallien 1791 in einer Zeitung veröffentlicht hatte.

## Werke
Tallien schrieb für die folgenden Zeitschriften:
- L'Ami des citoyens
- L'Ami des sans-culottes
- Le Sans-culotte (1793)
- Le Courier de l'Armée des côtes de La Rochelle
- La Décade egyptienne (1798–1800)

### Andere Veröffentlichungen
- 1789 – Mémoire sur la liberté de la presse, suivi de quelques autres mémoires concernant la librairie
- 1790 – On nous mène donc la faction orleano-angloise, ou les projets de mèchans dévoilés
- 1792 – Detail et ordre de la marche de la fête en l'honneur de la liberté, donnée par le peuple à l'occasion de l'arrivée des soldats de Chateau-Vieux, le dimanche 15 avril 1792, l'an quatrième de la liberté. Paris: De l'imprimerie de Tremblay
- 1792 – La vérité sur les événemens du 2 septembre. Paris: De l'Imprimerie nationale
- 1793 – Projets de décrets concernant Louis Capet. Présentés à la Convention nationale par J.L. Tallien, député du département de Seine & -Oise. Paris: De l'Imprimerie nationale
- 1793 – Rapport des commissaires envoyés à Forges-les-Eaux, département de la Seine-inférieure, pour constater les faits relatifs au suicide de l'assassin Pâris. Paris: De l'Imprimerie nationale
- 1794 – Tallien, représentant du peuple, a ses collègues. A Paris: De l'imprimerie de Rougiff
- 1794 – Éclaircissemens véridiques de Tallien, représentant du peuple, envoyé en mission à Bordeaux. En réponse aux Eclaircissemens nécessaires de Collot, ancien membre du Comité de salut public
- 1794 – Discours prononcé a la Convention nationale, dans la séance du 11 fructidor, l'an 2 de la République, sur les principes du gouvernement révolutionnaire.  A Paris: De l'Imprimerie nationale
- 1795 – Rapport fait au nom de la commission des cinq, sur la conjuration du 13 vendémiaire
- 1795 – Rapport fait a la Convention nationale, par Tallien, dans la séance du 9 thermidor, an 3, sur la défaite des émigrés à Quiberon.  A Besançon: Chez Métoyer
- 1795 – Un mot sur la nécessité de rendre les biens des condamnés.  A Paris: De l'Imprimerie nationale
- 1795 – Compte rendu a la Convention nationale, en exécution du décret du 21 nivôse dernier, par Tallien, représentant du peuple, des dépenses qu'il a faites dans ses diverses missions. Paris: De l'Imprimerie nationale
- 1795 – Rapport fait a la Convention nationale, au nom de la Commission des cinq, par Tallien, dans la séance du 2 brumaire, l'an quatrième de la République française, une et indivisible.  A Paris: De l'Imprimerie nationale
- 1795 – Rapport et projet de décret, présentés au nom du Comité de salut public, par Tallien, dans la séance du 27 germinal, an 3, relativement à une nouvelle organisation des transports militaires.  A Paris: De l'Imprimerie nationale
- 1797 – Motion d'ordre du représentant du peuple Tallien, sur les circonstances actuelles, prononcée dans la séance du Conseil des cinq-cents, le 6 thermidor, an 5. A Paris: Chez G.-F. Galletti
- 1798 – Opinion de Tallien, contre le projet de la Commission de finances, sur les tabacs